# Руанда на летних Олимпийских играх 1996
Руанда принимала участие в Летних Олимпийских играх 1996 года в Атланте (США) в четвёртый раз за свою историю, но не завоевала ни одной медали. Легкоатлет Матиас Нтавуликура принял участие в своей третьей Олимпиаде и занял 8-е место в финальном забеге на 10 000 метров, что по сей день является наивысшим достижением в истории Руанды.

## Результаты соревнований

### Лёгкая атлетика
Спортсменов — 4

#### Мужчины
| Спортсмен          | Соревнование | Предварительный раунд | Предварительный раунд | Четвертьфиналы | Четвертьфиналы | Полуфиналы | Полуфиналы | Финал          | Финал          |
| Спортсмен          | Соревнование | Результат             | Место                 | Результат      | Место          | Результат  | Место      | Результат      | Место          |
| ------------------ | ------------ | --------------------- | --------------------- | -------------- | -------------- | ---------- | ---------- | -------------- | -------------- |
| Эммануэль Рубайиза | 400 м        | 49,20                 | 54                    |                |                | Не прошёл  | Не прошёл  | Не прошёл      | Не прошёл      |
| Алексис Шарангабо  | 1500 м       | 3:46,42               | 37                    |                |                | Не прошёл  | Не прошёл  | Не прошёл      | Не прошёл      |
| Матиас Нтавуликура | 10 000 м     | 27:51,69              | 3                     |                |                |            |            | 27:50,73       | 8              |
| Патрик Ишьяка      | Марафон      |                       |                       |                |                |            |            | Не финишировал | Не финишировал |